# Гонсалес, Джонни
Джонни Гонзалес (исп. Jhonny Gonzalez, родился 15 сентября 1981 года в Пачука-де-Сото, Идальго, Мексика) — мексиканский боксёр-профессионал, выступающий в легчайший (Bantamweight) весовой категории. Чемпион мира в легчайшем весе (по версии WBO, 2005—2007), Чемпион мира в полулёгком весе (по версии WBC, 2011—2012, 2013—2015).

## Профессиональная карьера
Джонни Гонсалес дебютировал на профессиональном ринге в 1999 году в возрасте 18 лет. Первые два поединка проиграл по очкам. затем последовала длительная волна побед. В октябре 2001 года завоевал титул чемпиона Северной Америки по версии NABF в легчайшем весе (до 53 кг). После этого в 2002 году Гонсалес дважды проиграл по очкам мексиканцу, Рикардо Варгасу.
В 2003 году Джонни завоевал титул чемпиона Мексики. В 2004 году Гонсалес нокаутировал небитых ранее американцев, Роджера Гонсалеса (23-0) и Габриэля Элизондо (17-0).
В 2005 году Гонсалес нокаутировал в 7-м раунде тайца, Ратаншаи Сор Варапая, и стал новым чемпионом мира по версии WBO в легчайшей весовой категории.
В феврале 2006 года защитил титул нокаутом в бою с американцем, Марком Джонсоном. 27 мая этого же года в тяжёлом бою раздельным решением перебоксировал мексиканца, Фернандо Монтиеля, и защитил титул чемпиона мира.
16 сентября 2006 года поднялся во второй легчайший вес, ради чемпионского боя с мексиканцем, Исраэлем Васкесом. Васкес нокаутировал Гонсалеса и нанёс ему первое досрочное поражение на профи ринге. После этого боя Джонни снова спустился в легчайший вес.
В 2007 году защитил титул с колумбийцем Ирене Пачеко, а затем проиграл нокаутом филиппинцу Гэрри Панелосе.
В 2008 году победил бывшего чемпиона мира, колумбийца, Маурисио Пастрана.
23 мая 2009 года в бою за титул чемпиона мира по версии WBC, в весовой категории до 55,3 кг, проиграл нокаутом японскому боксёру, Тосиаки Нисиоке. После поражения Гонсалес поднялся в полулёгкий вес.
В 2010 году Гонсалес завоевал титул чемпиона мира по версии IBO. В 2011 году Джонни нокаутировал японца Ходзуми Хасегва и стал новым чемпионом мира по версии WBC, в полулёгком весе.
В апреле 2012 года в четвёртой защите титула победил доминиканца Элио Рохаса.
В 2012 году проиграл титул мексиканцу, Даниэлю Понсе Де Леону.
В 2013 году сенсационно нокаутировал восходящую звезду, небитого ранее мексиканца, Абнера Мареса (26-0-1) и снова стал чемпионом мира по версии WBC.
24 мая 2014 года в первой защите титула, в тяжёлом бою нанёс первое поражение гайанцу, Кливе Атвеллу (12-0-1).
В октябре 2014 года во второй защите, в 11 раунде нокаутировал мексиканца, Хорхе Арсе.
28 марта 2015 года утратил титул проиграв техническим нокаутом в 4 раунде американцу Гэри Расселлу младшему.

## Результаты боёв
В таблице перечислены результаты всех поединков боксёров.
В каждой строке указан результат поединка. Дополнительно номер поединка обозначен цветом, который обозначает итог поединка. Расшифровка обозначений и цветов представлена в нижеследующей таблице.
| Пример | Расшифровка                     |
| ------ | ------------------------------- |
|        | Победа                          |
|        | Ничья                           |
|        | Поражение                       |
|        | Планируемый поединок            |
|        | Поединок признан несостоявшимся |
| КО     | Нокаут                          |
| ТКО    | Технический нокаут              |
| PTS    | Решение судей (по очкам)        |
| UD     | Единогласное решение судей      |
| MD     | Решение большинства судей       |
| SD     | Раздельное решение судей        |
| RTD    | Отказ от продолжения боя        |
| DQ     | Дисквалификация                 |
| NC     | Поединок признан несостоявшимся |

| Результат | Дата             | Соперник                     | Место боя            | Результат         | Дополнительно |
| --------- | ---------------- | ---------------------------- | -------------------- | ----------------- | --- |
| 66-11     | 6 октября 2018   | Томас Рохас (49-16-1)        | Мехико               | MD (12)           | Бой за вакантный титул WBC International Silver во втором полулёгком весе. Счёт: 112—116, 113—114, 114—114.                       |
| 66-10     | 7 апреля 2018    | Марлин Кабрера (24-1)        | Сиуатанехо           | UD (12)           | Бой за титул WBC Latino во втором полулёгком весе (3-я защита Гонсалеса). Счёт: 120—108 трижды.                                   |
| 65-10     | 4 ноября 2017    | Ирвинг Берри (23-6-2)        | Сьюдад-Хуарес        | UD (12)           | Бой за титул WBC Latino во втором полулёгком весе (2-я защита Гонсалеса). Счёт: 120—105 трижды.                                   |
| 64-10     | 22 июля 2017     | Джесси Крис Росалес (20-0-1) | Чиуауа               | KO 2 (12)         | Бой за титул WBC Latino во втором полулёгком весе (1-я защита Гонсалеса).                                                         |
| 63-10     | 25 марта 2017    | Франсиско Контрерас (30-5)   | Сьюдад-Хуарес        | KO 3 (12), 2:41   | Завоевал вакантный титул WBC Latino во втором полулёгком весе.                                                                    |
| 62-10     | 24 сентября 2016 | Хиротсугу Ямамото (19-12-2)  | Канкун               | KO 1 (12), 2:59   | Бой за титул WBC International Silver во втором полулёгком весе (3-я защита Гонсалеса).                                           |
| 61-10     | 18 июня 2016     | Кристофер Мартин (29-7-3)    | Толука-де-Лердо      | RTD 10 (12), 3:00 | Бой за титул WBC International Silver во втором полулёгком весе (2-я защита Гонсалеса).                                           |
| 60-10     | 2 апреля 2016    | Джастин Сави (28-4-2)        | Тлальнепантла-де-Бас | TKO 2 (10), 1:45  | Бой за титул WBC International Silver во втором полулёгком весе (1-я защита Гонсалеса).                                           |
| 59-10     | 5 декабря 2015   | Харрикейн Фута (20-5-1)      | Лос-Мочис            | UD (12)           | Завоевал вакантный титул WBC International Silver во втором полулёгком весе. 119—111 119—111 119—112.                             |
| 58-10     | 12 сентября 2015 | Джонатан Окендо (25-4)       | Лас-Вегас            | MD (12)           | 90-98, 93-95, 94-94. Окендо в нокдауне в 1 раунде, Гонсалес в 2.                                                                  |
| 58-9      | 1 августа 2015   | Казуки Хасимото (11-4)       | Морелия              | TKO 2 (12)        | |
| 57-9      | 28 марта 2015    | Гэри Расселл мл. (25-1)      | Лас-Вегас            | TKO 4 (12), 0:37  | Утратил титул WBC в полулёгком весе.                                                                                              |
| 57-8      | 4 октября 2014   | Хорхе Арсе (64-7-2)          | Лос-Мочис            | TKO 11 (12), 2:43 | Защитил титул WBC в полулёгком весе.                                                                                              |
| 56-8      | 24 мая 2014      | Клайв Этуэлл (12-0-1)        | Герреро              | TD 10 (12)        | Защитил титул WBC в полулёгком весе.                                                                                              |
| 55-8      | 24 августа 2013  | Абнер Марес (26-0-1)         | Карсон (Калифорния)  | TKO 1 (12), 2:55  | Выиграл титул WBC в полулёгком весе. Марес 2 раза в нокдауне.                                                                     |
| 54-8      | 27 апреля 2013   | Акихико Катагири (12-6-1)    | Мехико               | TKO 4 (12), 1:18  | |
| 53-8      | 23 февраля 2013  | Эйсебио Осехо (21-12-1)      | Сиуатанехо           | UD (12)           | 115-111, 116—113, 116—110. Осехо в нокдауне в 3 раунде.                                                                           |
| 52-8      | 15 сентября 2012 | Даниэль Понсе де Леон (43-4) | Лас-Вегас            | TD 8 (12), 2:36   | 72-79, 72-79, 74-77. Потерял титул WBC в полулёгком весе. Гонсалес в нокдауне в 6 раунде. Остановка из-за рассечения у Гонсалеса. |
| 52-7      | 28 апреля 2012   | Элио Рохас (23-1)            | Канкун               | UD (12)           | 117-111, 116—111, 116—112. Защитил титул WBC в полулёгком весе. Рохас в нокдауне в 10 раунде.                                     |
| 51-7      | 3 декабря 2011   | Ройнет Кабальеро (31-10-1)   | Мехико               | KO 2 (12)         | Защитил титул WBC в полулёгком весе.                                                                                              |
| 50-7      | 15 сентября 2011 | Роджерс Мтагва (27-14-2)     | Эль-Пасо (Техас)     | TKO 2 (12), 2:15  | Защитил титул WBC в полулёгком весе.                                                                                              |
| 49-7      | 9 июля 2011      | Томас Вилла (23-7-5)         | Нью-Йорк             | TKO 4 (12), 0:49  | Защитил титул WBC в полулёгком весе.                                                                                              |
| 48-7      | 8 апреля 2011    | Ходзуми Хасегава (29-3)      | Кобе                 | TKO 4 (12), 0:58  | Выиграл титул WBC в полулёгком весе. Хасегава в нокдауне в 4 раунде.                                                              |